# Albert Bartholomé
Pour les articles homonymes, voir Bartholomé.
Paul Albert Auguste Bartholomé, né le 29 août 1848 à Thiverval-Grignon (Yvelines) et mort
le 30 octobre 1928 à Paris, est un sculpteur et peintre français
Il compte parmi les plus importants sculpteurs français de la fin du XIXe et du début du XXe siècle.

## Biographie

### Enfance, famille et formation
Albert Bartholomé est le fils de Paul Frédéric et de Louisa Elisa de Rodrigues Duplessis.
Élève du lycée Hoche à Versailles, il est bachelier en lettres.
Il épouse Prospérie-Gabrielle de Fleury dite Périe, fille du marquis Prosper de Fleury le 14 février 1874 à Genève,.

### Carrière
Albert Bartholomé entame une carrière de peintre à Genève, puis s'installe à Paris où il devient l'ami intime d'Edgar Degas (1834-1917). Il fréquente les peintres suisses installés dans la pension de famille de l'hôtel de Nice au 4, rue des beaux-arts. Il se lie ainsi d'amitié avec les peintres Charles Giron (1850-1914), Gustave Henri de Beaumont (1851-1922) et Max Leenhardt (1853-1941). Mu par un grand sens de la camaraderie, il recevra régulièrement Max Leenhardt à sa table durant l'hiver 1879, alors que celui-ci se retrouve seul à Paris, sans tous ses amis en séjour à l'étranger[réf. nécessaire].
Il n'aborde la sculpture qu'en 1886 pour s'y consacrer entièrement, développant une technique mêlant la simplicité à l'émotion contenue, « proche de l'atticisme paisible des figures d'un Pierre Puvis de Chavannes ». Il conçoit toutefois un univers singulier et élégiaque qui s'inscrit dans le contexte du symbolisme des années 1890. Son chef-d'œuvre, le Monument aux morts du cimetière du Père-Lachaise à Paris, appelé aussi par l'artiste Porte de l'au-delà, reflète l'idéalisme et le questionnement métaphysique de toute la fin de siècle. Cette sculpture monumentale et spectaculaire, à laquelle l'artiste a travaillé pendant de longues années, lui apporte la célébrité.
Il expose avec Puvis de Chavannes à la Libre Esthétique et les deux hommes se rencontrent à la Société nationale des beaux-arts, dont Puvis de Chavannes est le président et où Bartholomé expose dès 1891 et fait partie de la commission d'examens avec René de Saint-Marceaux et Constantin Meunier.
En 1918, il organise une exposition de cartons préparatoires de Puvis de Chavannes, dans une salle consacrée aux grands artistes présidents de la Société nationale des beaux-arts, avec Edgar Degas et Auguste Rodin.
Albert Bartholomé est inhumé à Paris au cimetière du Père-Lachaise (4e division). Son gisant en pierre a été sculpté par Henri Bouchard.
Thérèse Burollet a rédigé le catalogue raisonné de son œuvre et une monographie en 2017,.
La question de la Croix de guerre : on a longtemps cru que Bartholomé avait réalisé en 1915 le dessin définitif de la Croix de guerre qui honorera des milliers de soldats. De nombreuses références l'indiquent toujours. En réalité, de récentes recherches montrent qu'il s'agit d'une création de la maison Arthus-Bertrand.

## Œuvres dans des collections ou des lieux publics

### Collections publiques
Belgique
- Bruxelles, musées royaux des Beaux-Arts : L'Adieu, 1899, marbre.

États-Unis
- New York, Metropolitan Museum of Art : La Femme de l'artiste (Périe, 1849–1887) lisant, 1883, pastel et fusain, 50,5 × 61,3 cm[11].

France
- Lyon, musée des Beaux-Arts : Monument aux morts', 1895-1899, haut-relief, modèle en plâtre pour le monument du cimetière du Père-Lachaise à Paris[12].
- Paris :
  - Musée d'Orsay :
    - La Vérité, la Philosophie et la Nature, groupe en plâtre ;
    - La Gloire, plâtre ;
    - La Musique, plâtre ;
    - Dans la serre, huile sur toile[13].

  - Petit Palais : Buste de femme, marbre.

Italie
- Rome, Galerie nationale d'Art moderne et contemporain : Les Amants de l'Au-delà.

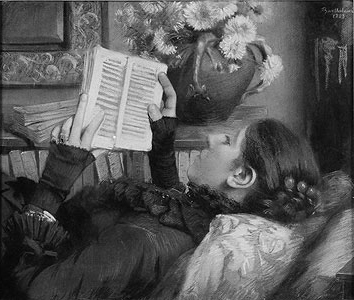
La Femme de l'artiste (Périe, 1849–1887) lisant (1883), pastel, New York, Metropolitan Museum of Art.

### Lieux publics
De nombreuses sculptures d'Albert Bartholomé sont érigées en France dans des lieux publics.
- Monuments aux morts :
  - Cognac : Monument aux morts, 1923[14] ;
  - Cormeilles-en-Parisis : Monument aux morts, adaptation de la figure en bronze de La Gloire du Monument à Jean-Jacques Rousseau du Panthéon de Paris[15],[16] ;
  - Crépy-en-Valois : Monument aux morts de la Première Guerre mondiale, 1925, gisant de soldat et bas-relief de pleureuse en pierre[17],[18] ;
  - Montbrison : Monument aux morts de la Première Guerre mondiale ; commande initiale en 1915 d'un monument à Émile Reymond, transformé en 1917 en monument aux morts, inauguré en 1920 et transféré en 1980 au jardin d'Allard[19] ;
  - Paris :
    - Monument aux morts du Père-Lachaise, 1899, haut-relief en pierre, commandé par la Ville de Paris au Salon du Champ-de-Mars de 1895[20] ;
    - Monument à la Défense de Paris : inauguré en 1921 sur la place du Carrousel, le monument est transféré en 1933 sur l'esplanade du château de Vincennes, à nouveau déplacé en 1955 et finalement mis en dépôt en 1958[21] ;

  - Plazac : Monument aux morts de la Première Guerre mondiale[22], vers 1925 ; réduction de la figure allégorique La Gloire ' du Monument à Jean-Jacques Rousseau du Panthéon de Paris ;
  - Saint-Jean-d'Angély : Monument aux morts de la Première Guerre mondiale, 1921[23],[24], adaptation de la figure en bronze de La Gloire du Monument à Jean-Jacques Rousseau du Panthéon de Paris ;
  - Soissons : allégorie de la ville de Soissons, commandée en 1913, terminée et 1914, mais érigée en 1924 sur le monument aux morts ; l’œuvre, refusée par les anciens combattants, est remplacée en 1935 par une sculpture réalisée par Raoul Lamourdedieu[25].

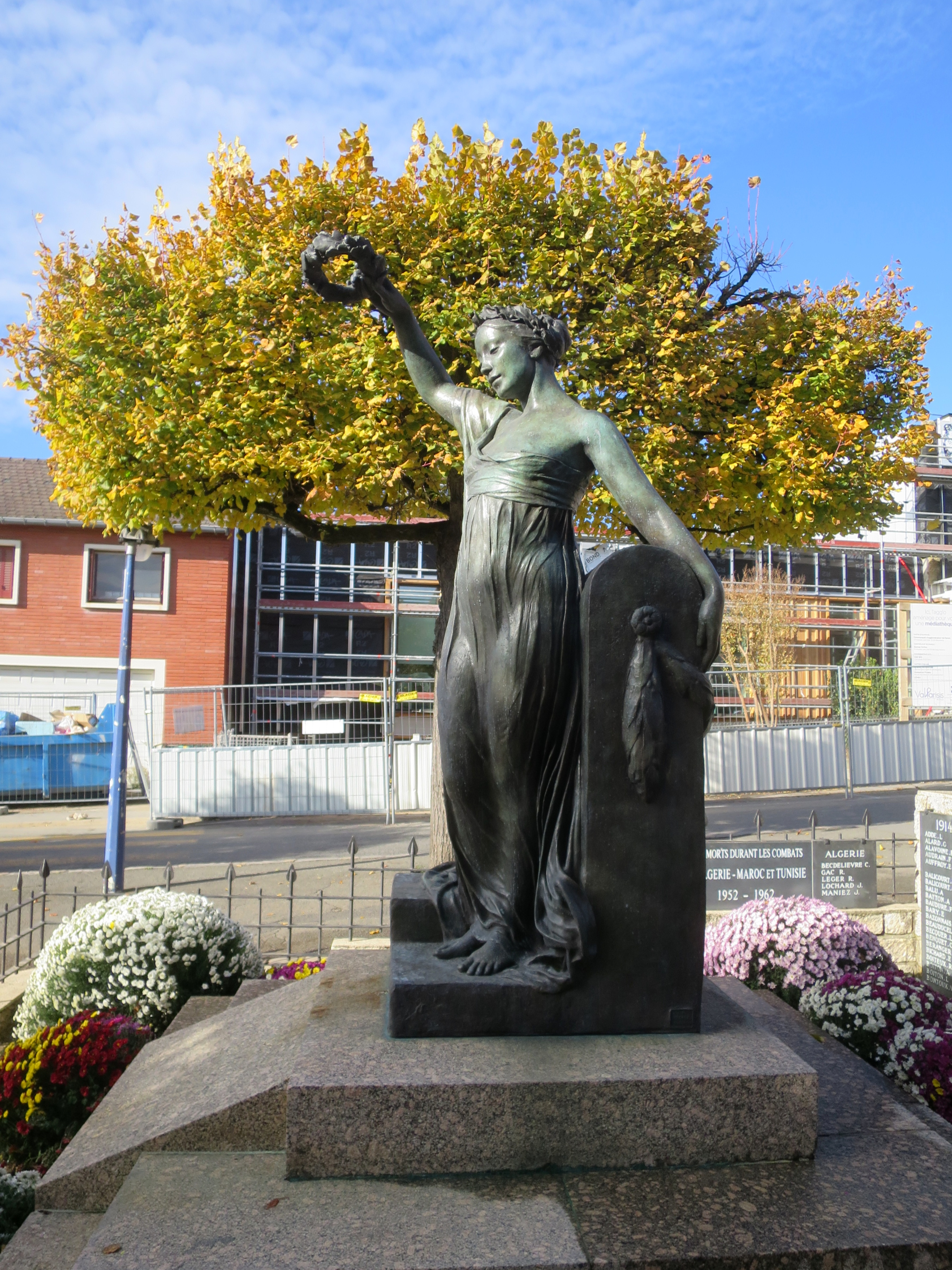
Cormeilles-en-Parisis
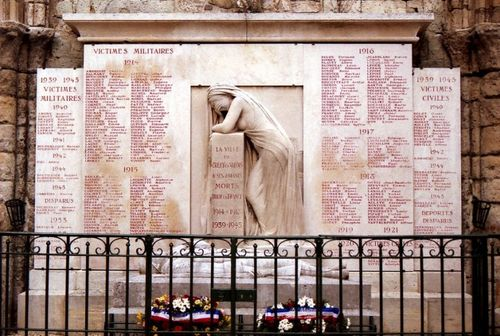
Crépy-en-Valois
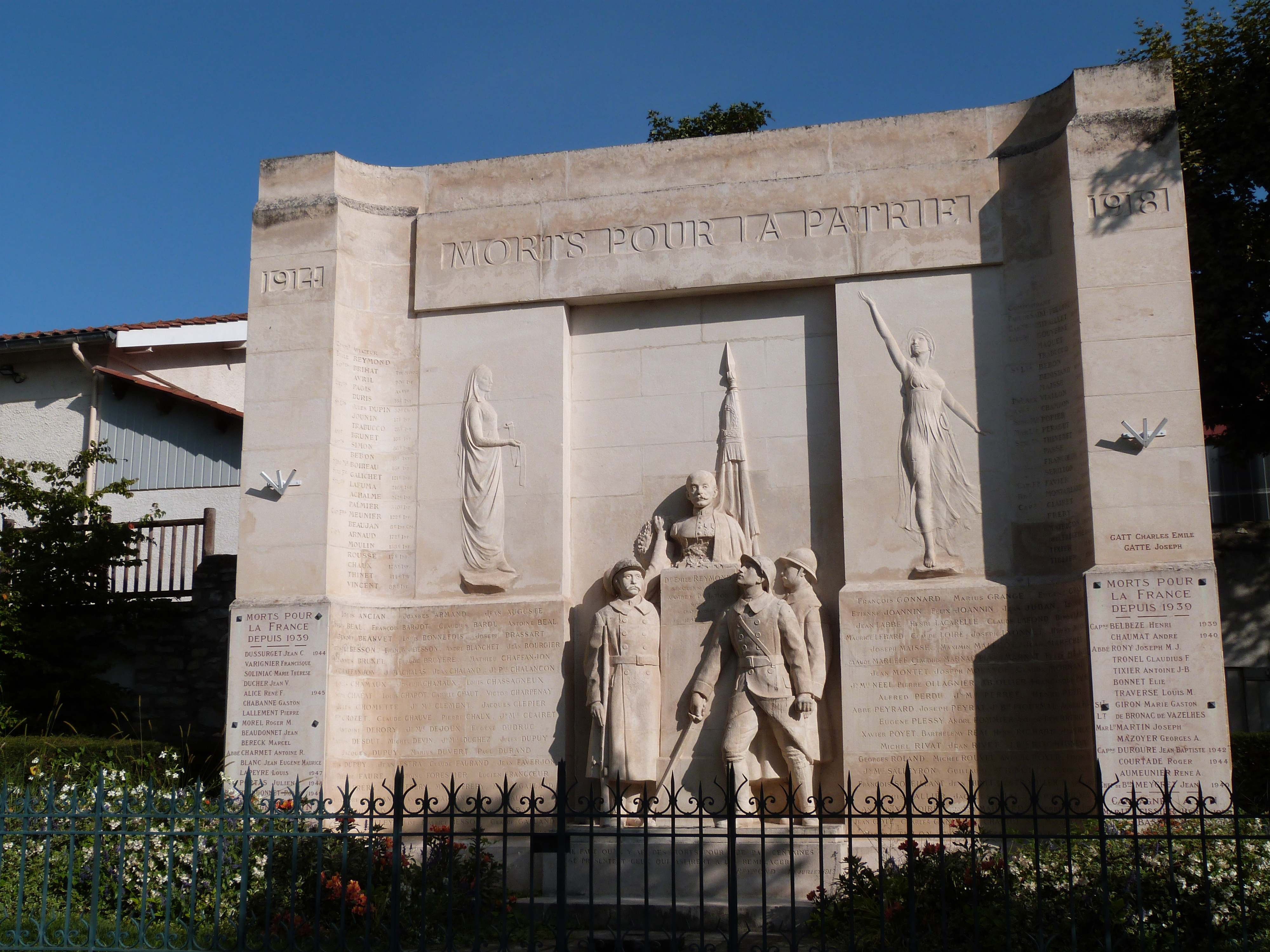
Montbrison
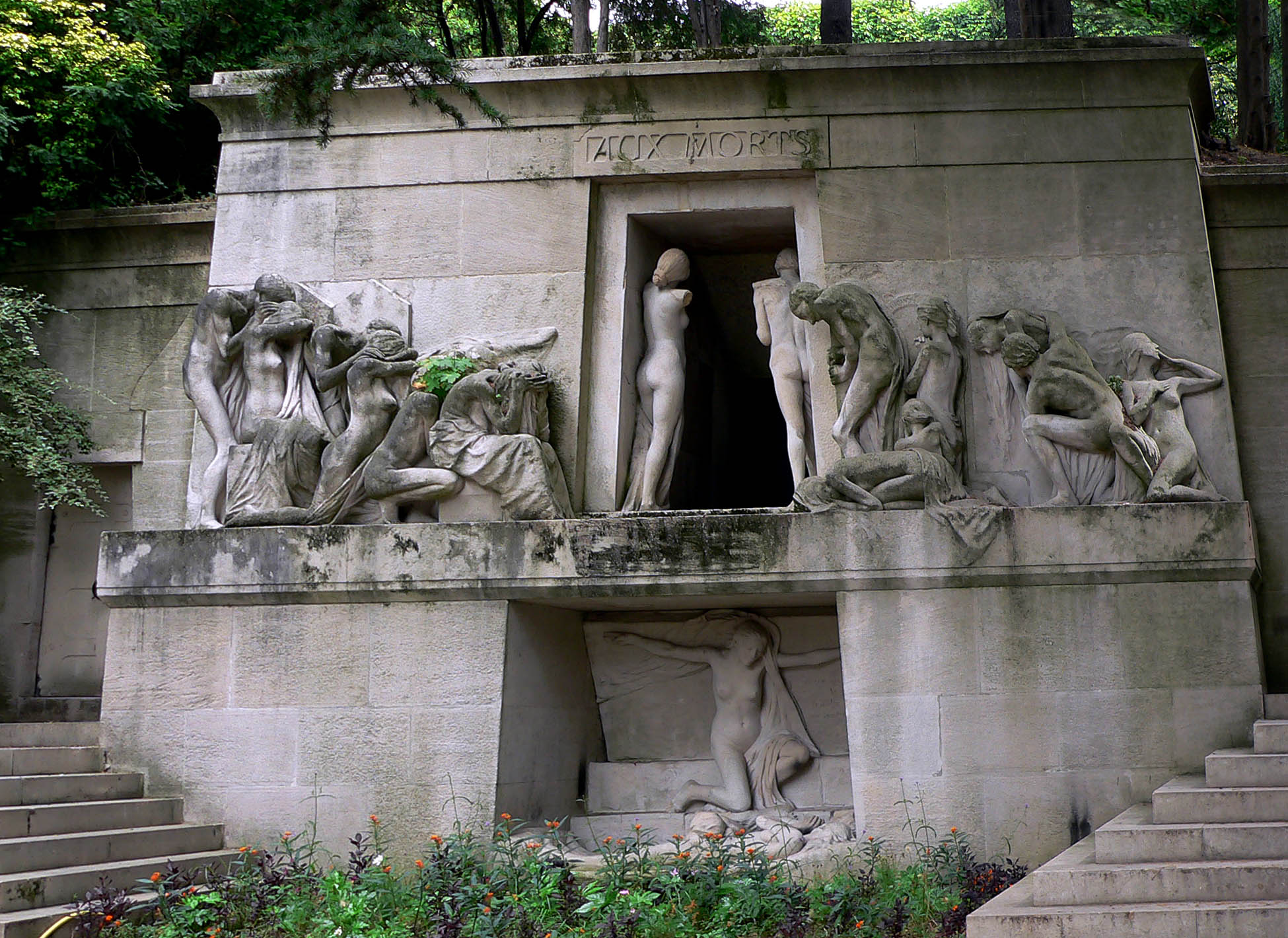
Paris, Monument aux morts du Père-Lachaise

- Art funéraire :
  - Crépy-en-Valois, cimetière du hameau de Bouillant : Sépulture de Mme Bartholomé née Fleury, vers 1887. Sa première œuvre sculptée, créée sur le conseil d'Edgar Degas[26].
  - Paris :
    - Cimetière de Montmartre :
      - Tombe de la famille Pam ;
      - Douleur, 1900, statue en pierre ornant la tombe d'Henri Meilhac.

    - Cimetière du Montparnasse : Tombe d'Honoré Champion, vers 1909.
    - Cimetière du Père-Lachaise :
      - Tombe de Guillaume Dubufe, 1912, division 10e, en collaboration avec l'architecte Jean Camille Formigé (1845-1926)[27]. Le comité chargé de sa sépulture commande à son ami, le sculpteur Albert Bartholomé, deux bas-reliefs pour orner le monument ; la commande est exécutée de juillet 1910 à mars 1912[28].
      - Tombe de Benoît Malon

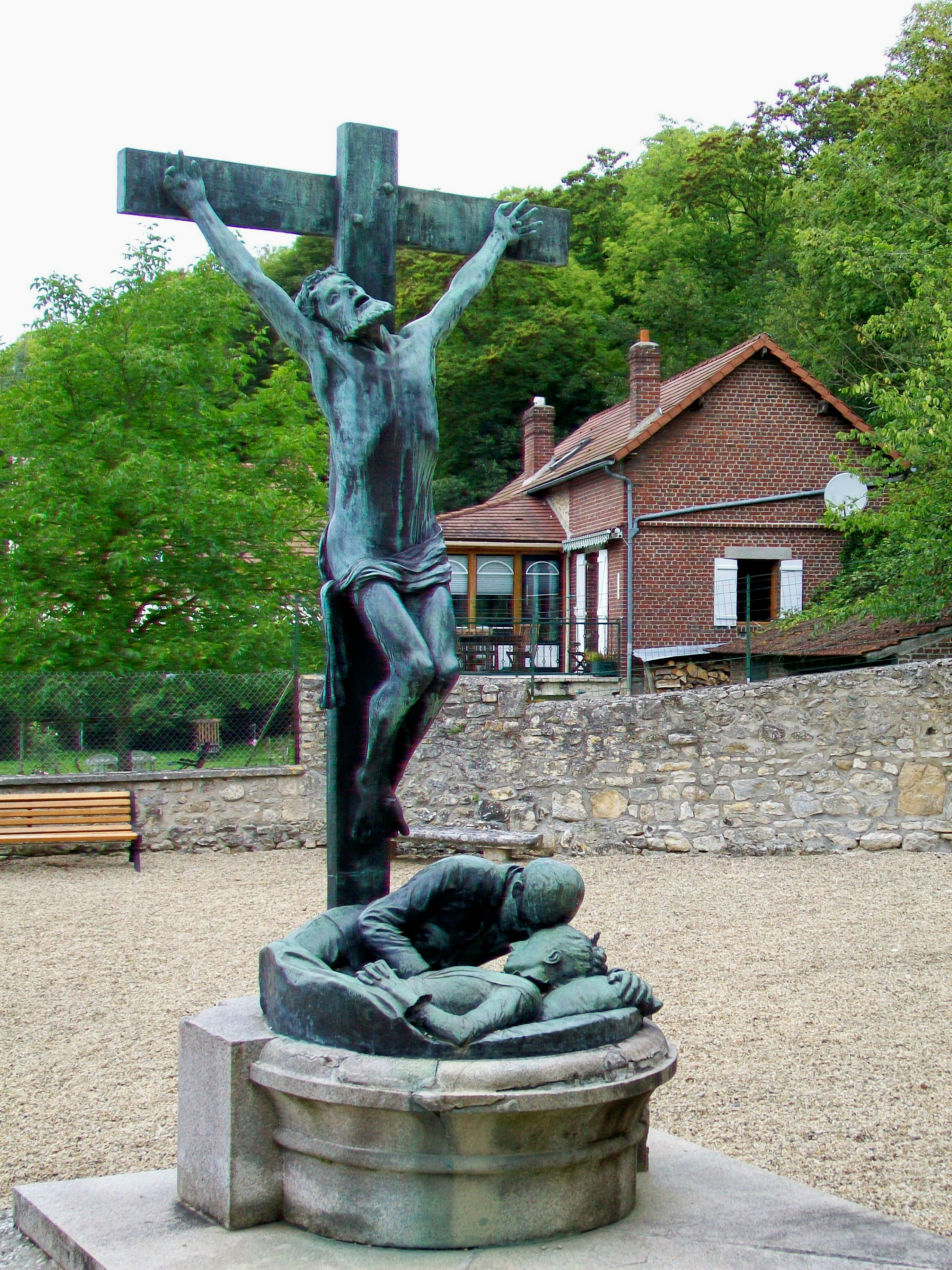
Crépy-en-Valois : Sépulture de Mme Bartholomé (vers 1887, devant l'église Saint-Martin de Bouillant)
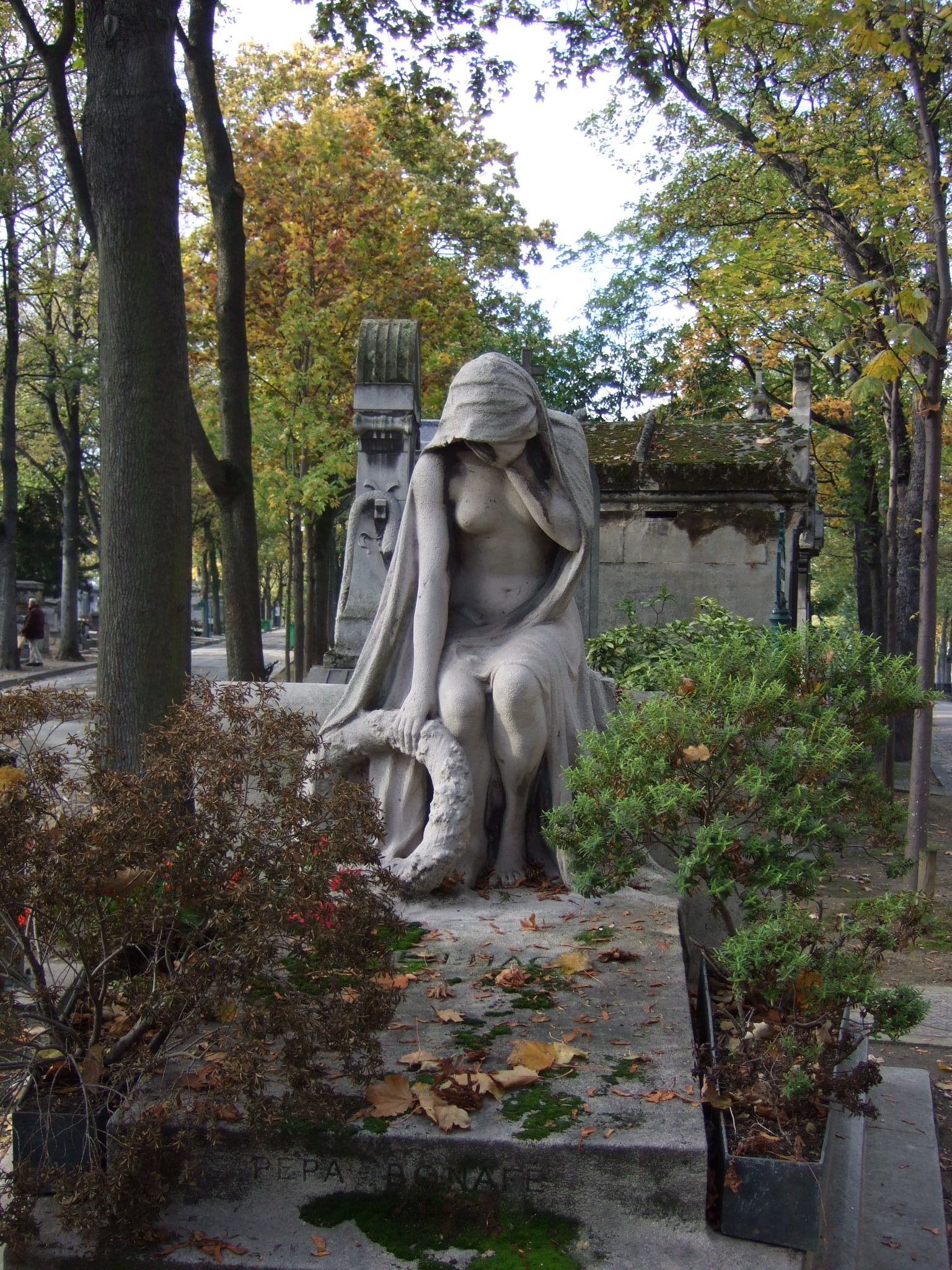
Paris : Tombe d'Henri Meilhac
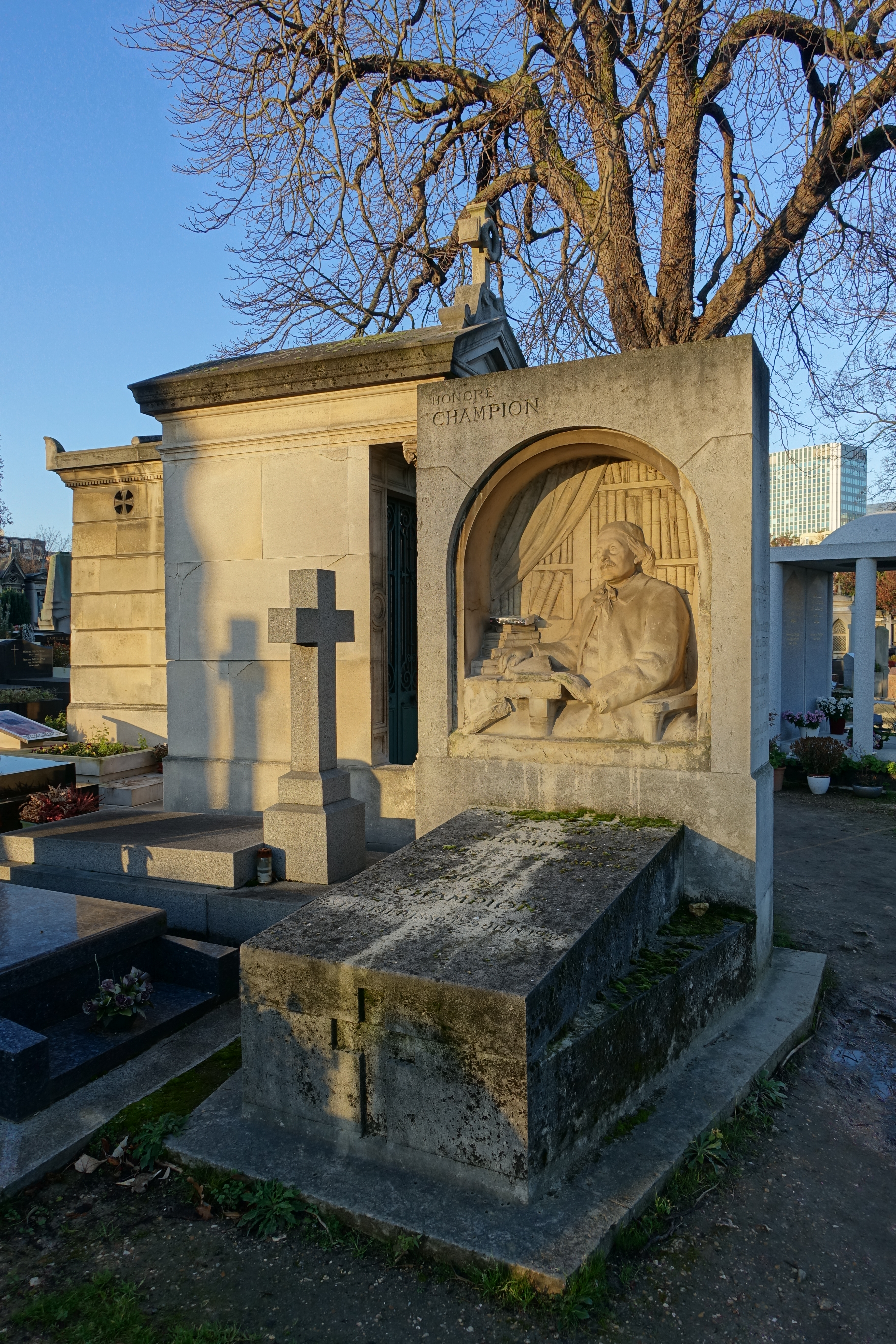
Paris : Tombe d'Honoré Champion
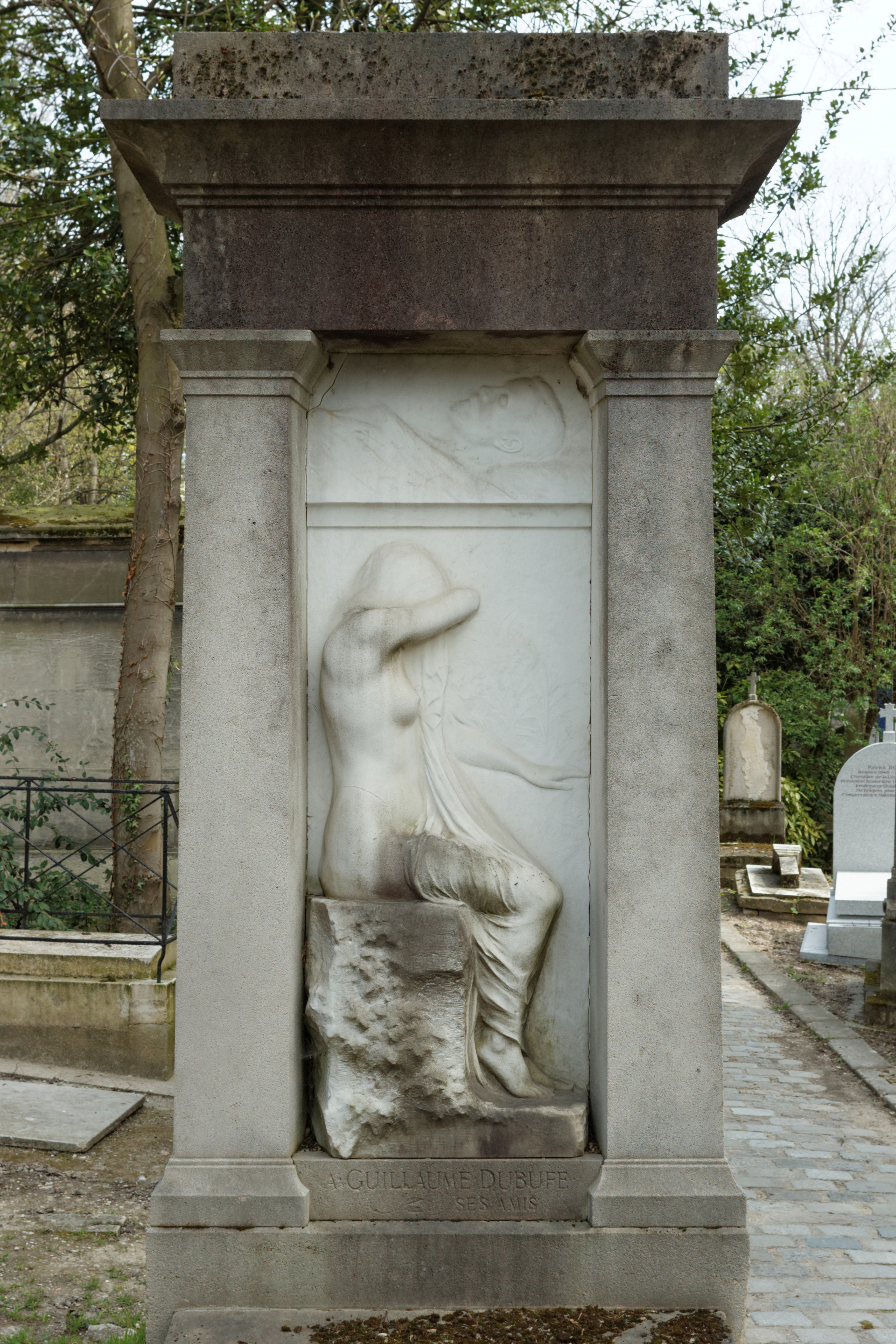
Paris : Tombe de Guillaume Dubufe
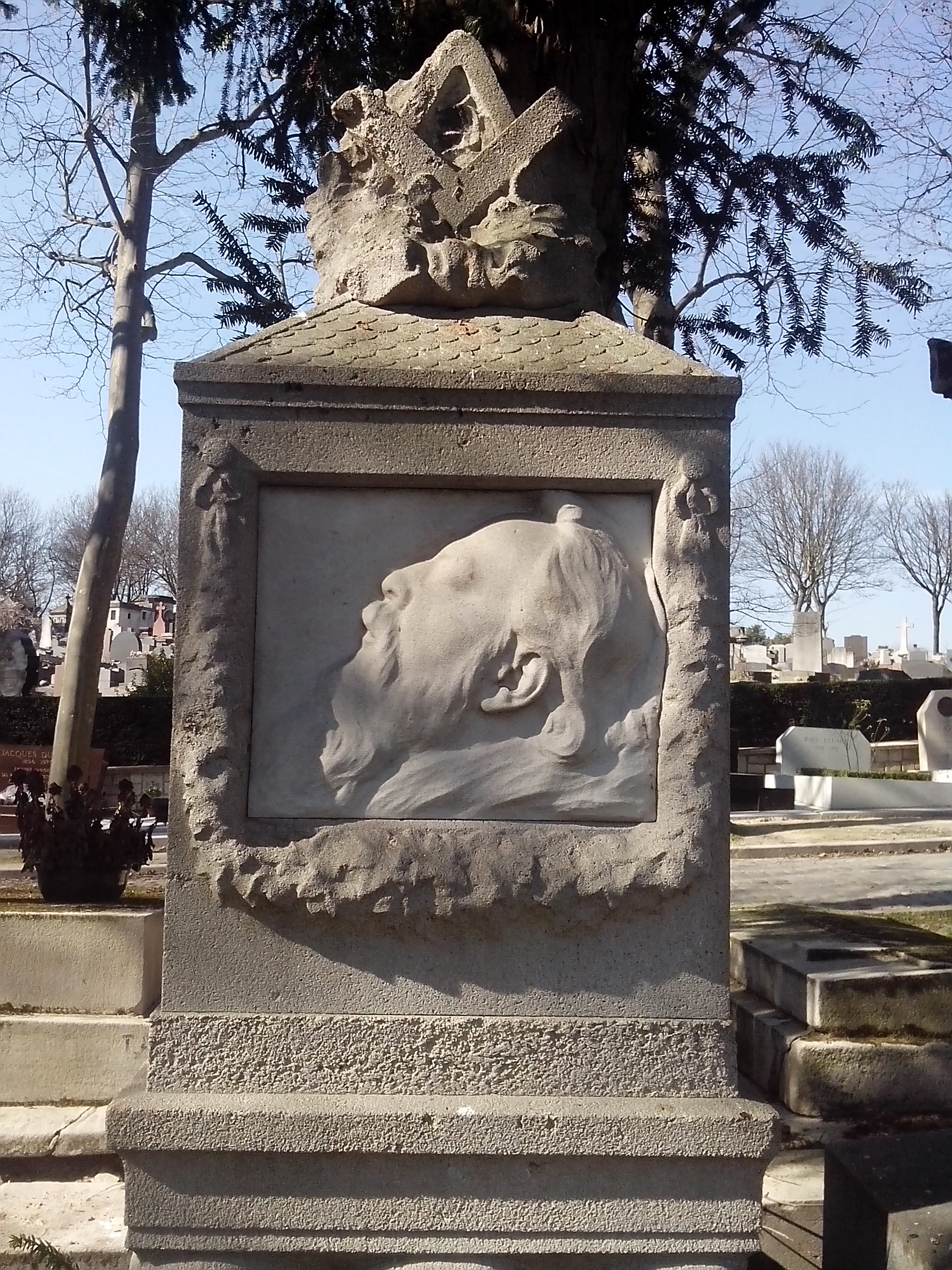
Paris : Tombe de Benoît Malon

- Autres œuvres :
  - Le Havre : Monument à Gabriel Guérin[29] ;
  - Paris :
    - Panthéon : Monument à Jean-Jacques Rousseau, 1912, commandé en 1907, composé de trois muses au centre (La Vérité, La Philosophie, La Nature), et les allégories de La Gloire (portant une couronne) à droite et La Musique à gauche.
    - place de La Madeleine : Monument à Victorien Sardou[30], commandé en 1909, réalisé en 1914, inauguré en 1923 ; fondu en 1942, le monument n'est pas remplacé.

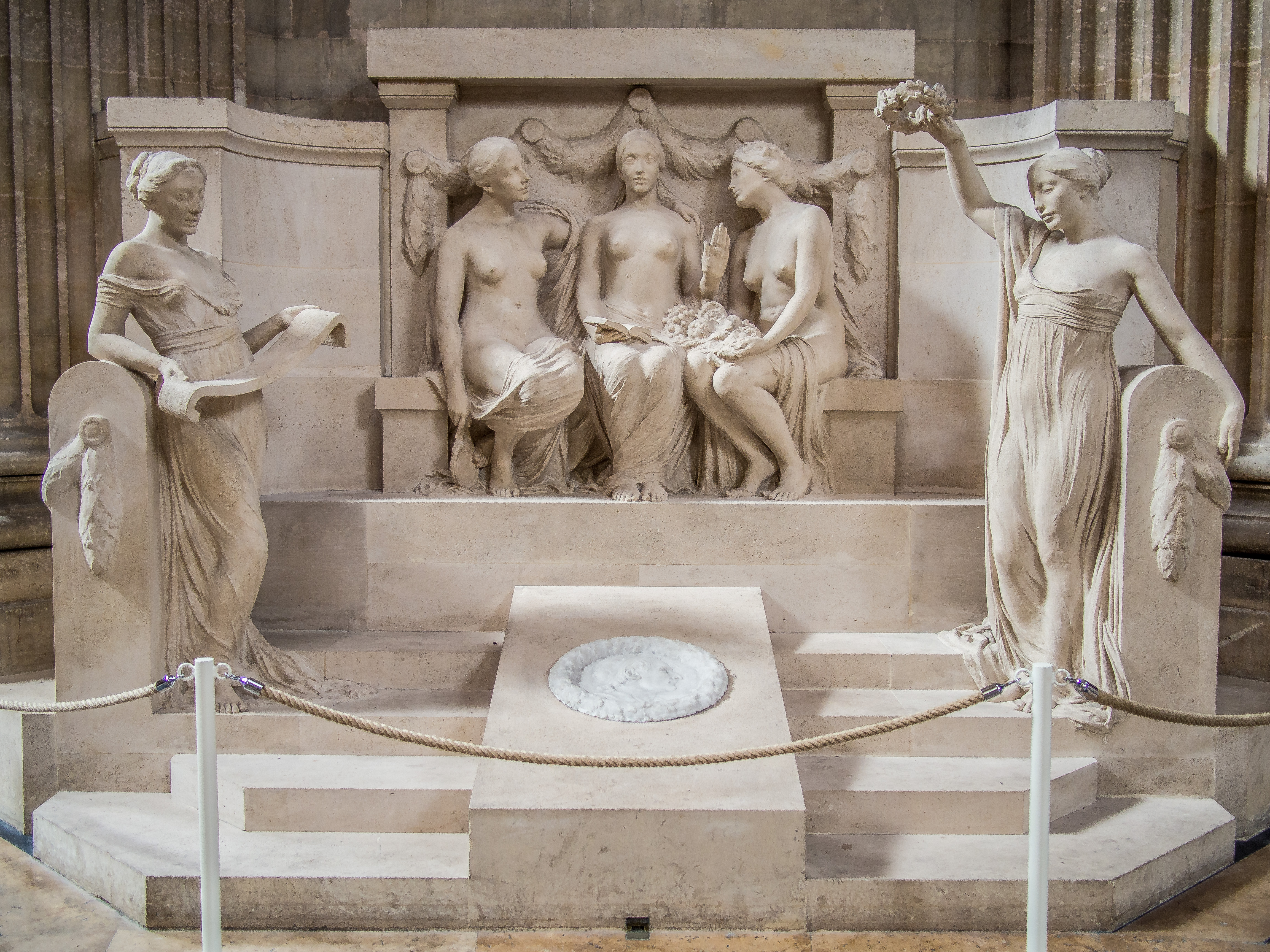
Paris, Panthéon : Monument à Jean-Jacques Rousseau

## Distinctions, récompense et hommages

### Décorations
Albert Bartholomé est titulaire de la légion d'honneur et de la croix de l'ordre de Léopold :
- Chevalier de la Légion d'honneur par décret du 7 mai 1895 sur proposition du ministre de l'Instruction publique.
- Officier de la Légion d'honneur par décret du 16 août 1900 sur proposition du ministre de l'Instruction publique.
- Commandeur de la Légion d'honneur par décret du 20 octobre 1911 sur proposition du ministre du Commerce.
- Chevalier de l'ordre de Léopold en 1906 (Belgique).

### Distinctions
- Sociétaire de la Société nationale des beaux-arts en 1892.
- Membre du comité de la Société nationale des beaux-arts en 1897.
- Membre de l'Académie royale des beaux-arts de Saxe en 1901.
- Membre de la Commission des beaux-arts de la Ville de Paris en 1903.
- Membre de la Commission supérieure des Bâtiments civils et des Palais nationaux en 1905.
- Membre du Conseil supérieur de l'enseignement des arts décoratifs en 1906.
- Membre de l'Académie des beaux-arts de Milan en 1906.
- Membre de l'Académie royale des beaux-arts de Belgique en 1911.
- Membre de la Royal Scottish Academy en 1911.

### Récompense
- Grand prix de sculpture en 1900.

### Hommages
Plusieurs voies de communes françaises portent son nom :
- Crépy-en-Valois : rue Bartholomé ; une plaque commémorative sise au prieuré Sainte-Apolline est également inaugurée en son honneur le 16 septembre 2017[31].
- Drancy : rue Albert-Bartholomé
- Paris (15e arrondissement) : avenue Albert-Bartholomé et square Albert-Bartholomé
- Plaisir : avenue Paul-Albert Bartholomé
- Thiverval-Grignon : rue Bartholomé

## Galerie

Œuvres d'Albert Bartholomé
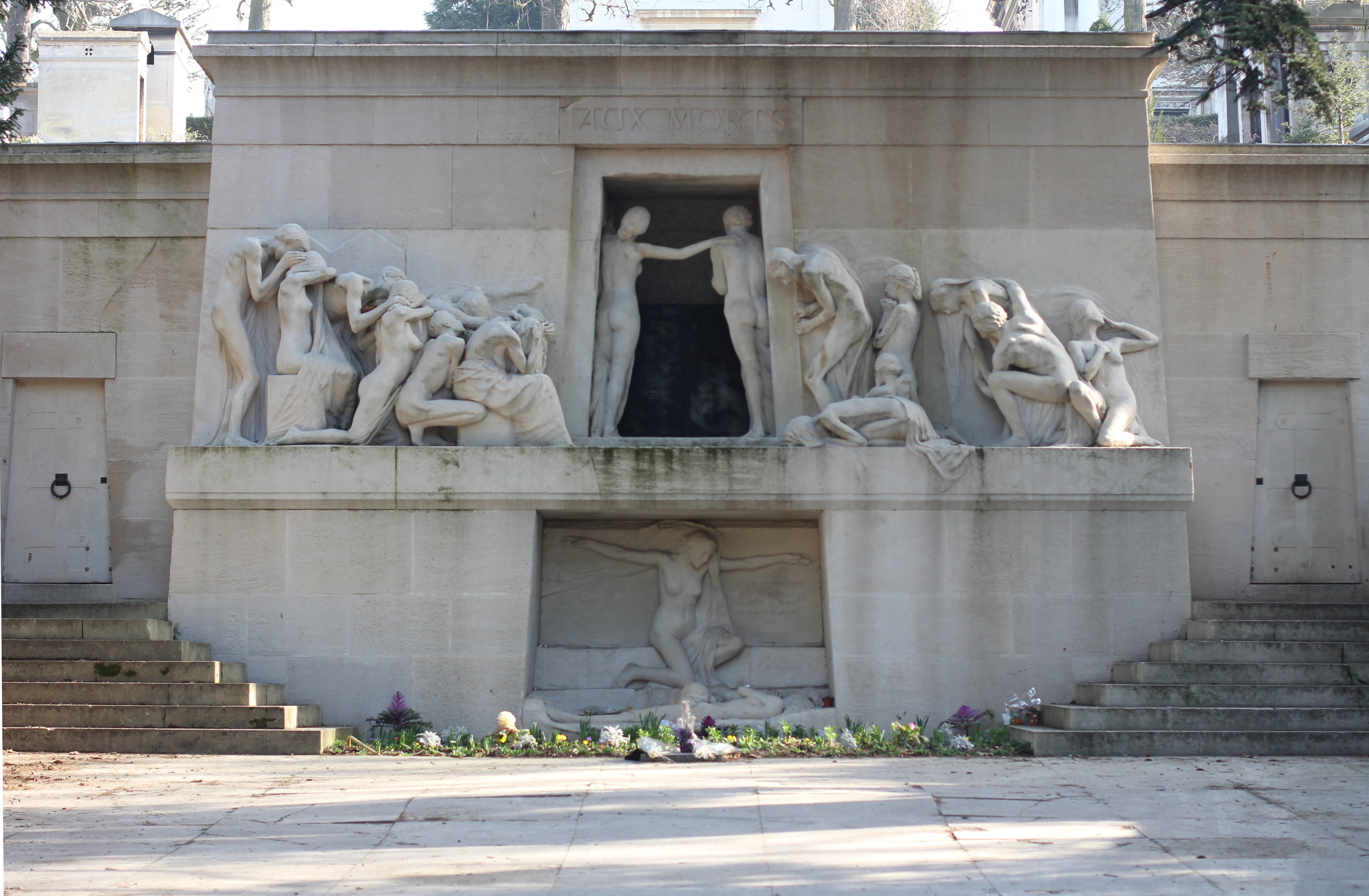
Monument aux morts (1899), Paris, cimetière du Père-Lachaise.
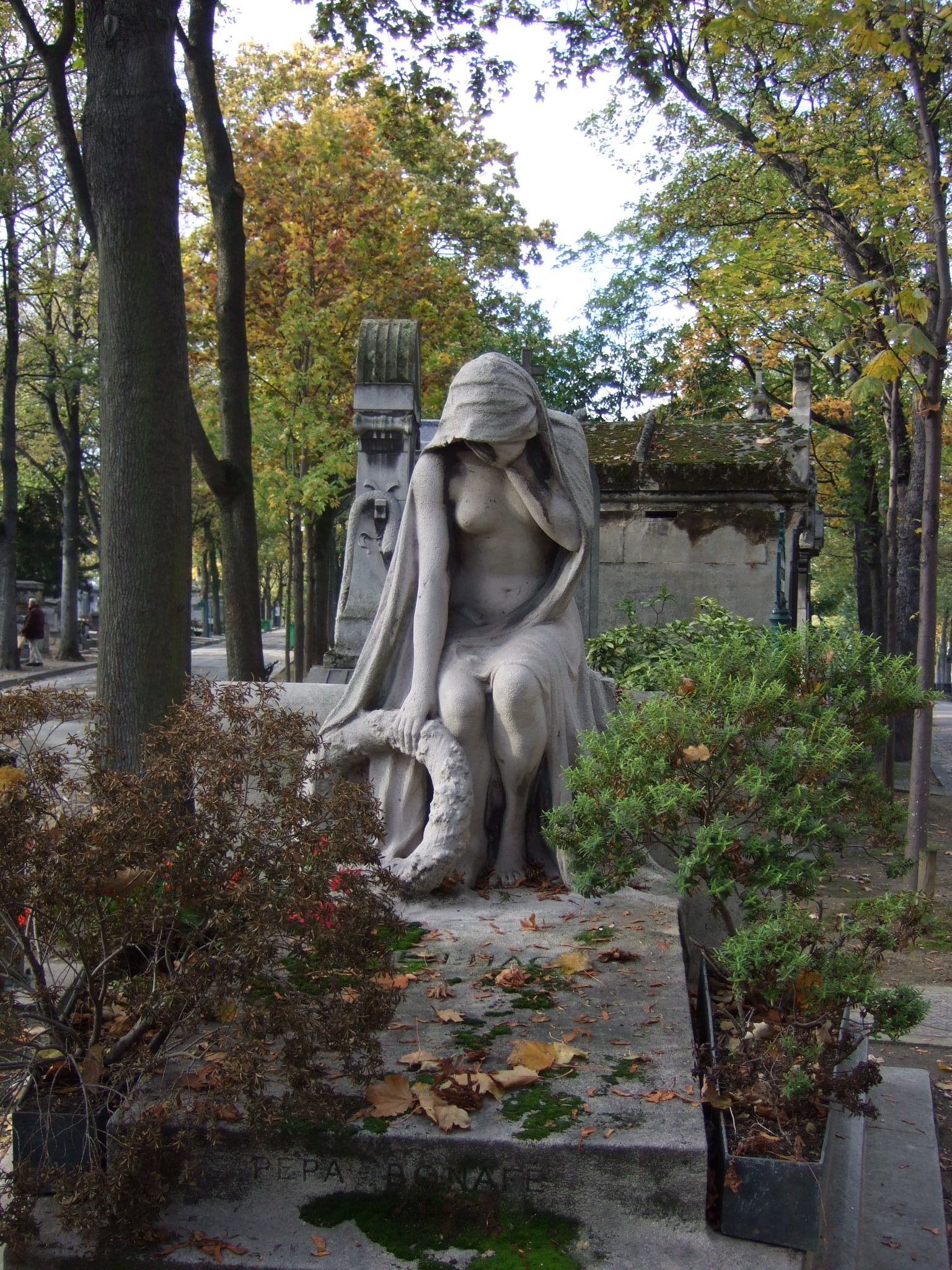
Douleur (1900), tombe d'Henri Meilhac, Paris, cimetière de Montmartre.
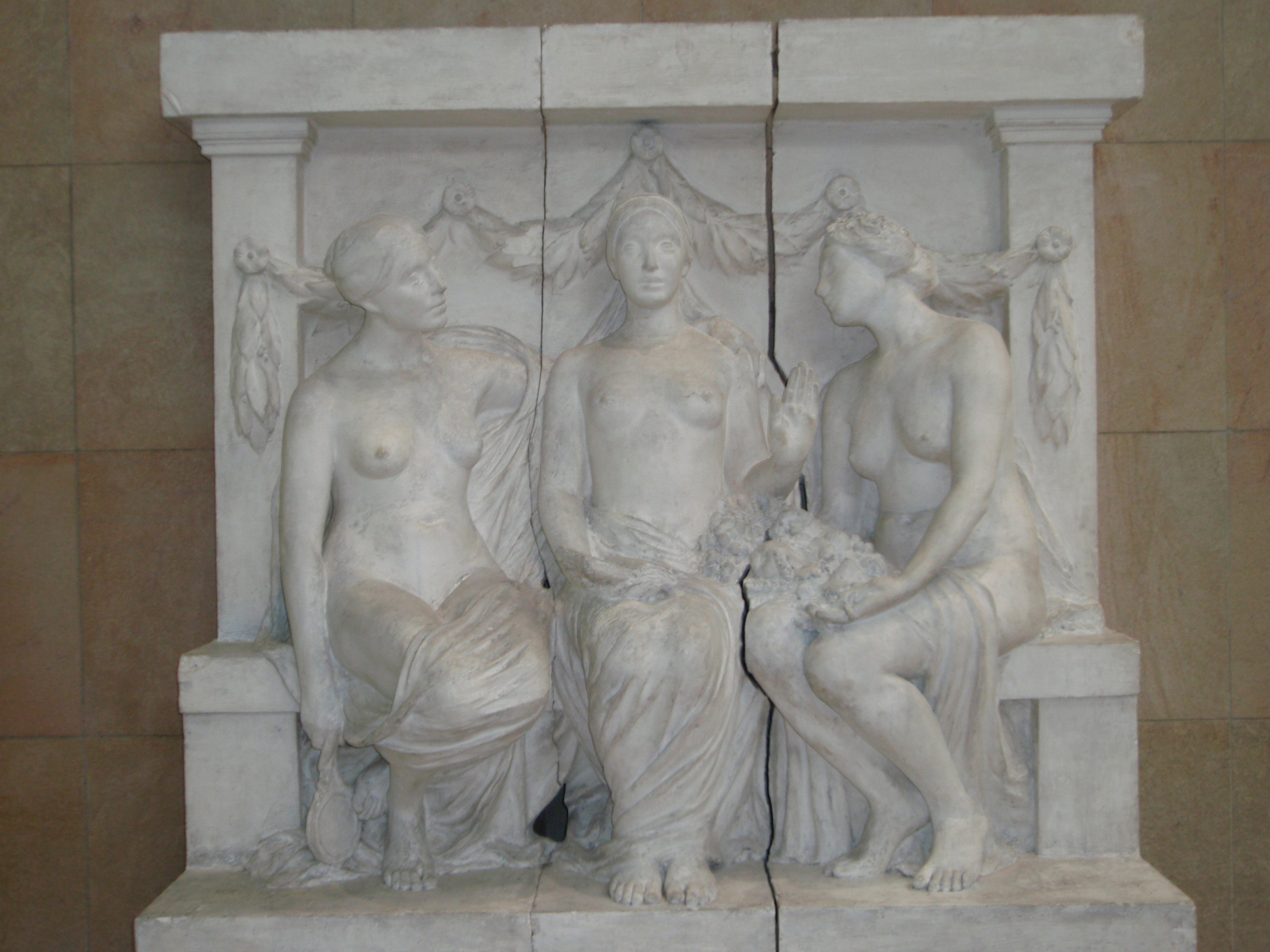
La Vérité, la Philosophie et la Nature (1910), plâtre, Paris, musée d'Orsay.
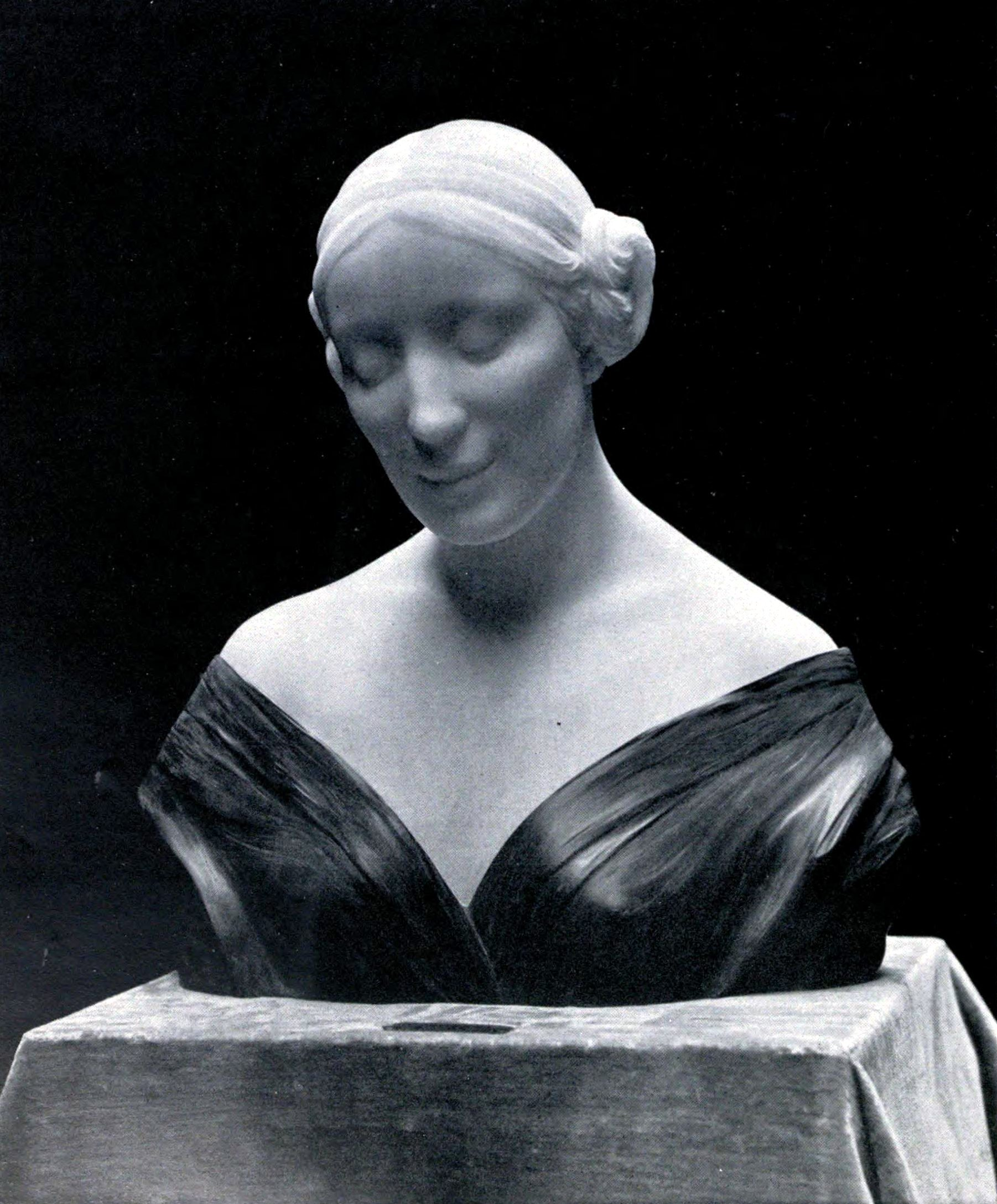
Buste de Madame B… (Salon de 1912).
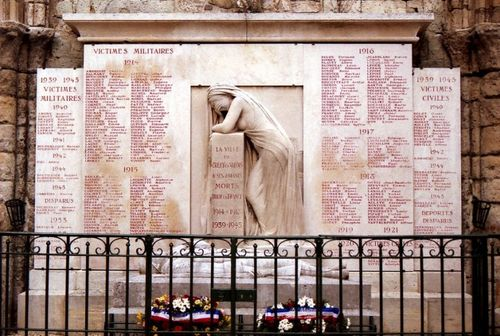
Monument aux morts de Crépy-en-Valois (1925).
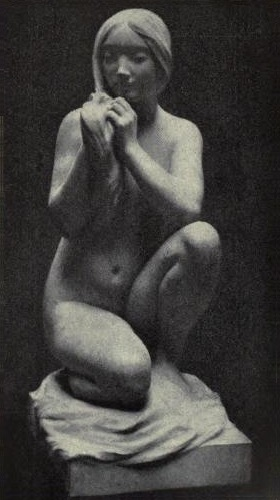
Jeune fille se coiffant